# سینسلخو
سینسلخو (به اسپانیایی: Sincelejo) یک سکونتگاه مسکونی در Colombia است که در Sucre Department واقع شده‌است.

## خصوصیات
سینسلخو ۲۷۸٫۴ کیلومترمربع مساحت و ۲۵۵٬۶۷۵ نفر جمعیت دارد.